# Pakistan International
Die Pakistan International sind die offenen internationalen Meisterschaften von Pakistan im Badminton. Sie werden seit dem Jahr 2004 in unregelmäßigen Abständen ausgetragen und fanden über einen längeren Zeitraum nicht statt. Die Titelkämpfe werden auch als Pakistan Satellite bezeichnet.

## Die Sieger
| Saison    | Herreneinzel      | Dameneinzel       | Herrendoppel                               | Damendoppel                                                 | Mixed                                                |
| --------- | ----------------- | ----------------- | ------------------------------------------ | ----------------------------------------------------------- | ---------------------------------------------------- |
| 2004      | Jeffer Rosobin    | B. R. Meenakshi   | Bagus Suprobo Stenny Kusuma                | Dhanya Nair Sharada Govardhini                              | Markose Bristow B. R. Meenakshi                      |
| 2005 2006 | nicht ausgetragen | nicht ausgetragen | nicht ausgetragen                          | nicht ausgetragen                                           | nicht ausgetragen                                    |
| 2007      | Bobby Milroy      | Maja Tvrdy        | Ahmed Waqas Sulehri Kashif Ali             | Jwala Gutta Shruti Kurien                                   | Valiyaveetil Diju Aparna Balan                       |
| 2008 2015 | nicht ausgetragen | nicht ausgetragen | nicht ausgetragen                          | nicht ausgetragen                                           | nicht ausgetragen                                    |
| 2016      | Rizwan Azam       | Palwasha Bashir   | Rizwan Azam Sulehri Kashif Ali             | Palwasha Bashir Saima Manzoor                               | Ratnajit Tamang Nangsal Tamang                       |
| 2017      | Lê Đức Phát       | Mahoor Shahzad    | Rizwan Azam Sulehri Kashif Ali             | Palwasha Bashir Khizra Rasheed                              | Dipesh Dhami Shova Gauchan                           |
| 2018      | nicht ausgetragen | nicht ausgetragen | nicht ausgetragen                          | nicht ausgetragen                                           | nicht ausgetragen                                    |
| 2019      | Saran Jamsri      | Mahoor Shahzad    | Prad Tangsrirapeephan Apichasit Teerawiwat | Aminath Nabeeha Abdul Razzaq Fathimath Nabaaha Abdul Razzaq | Hussein Zayan Shaheed Fathimath Nabaaha Abdul Razzaq |
| 2020 2024 | nicht ausgetragen | nicht ausgetragen | nicht ausgetragen                          | nicht ausgetragen                                           | nicht ausgetragen                                    |